# Sapromyza monticola
Sapromyza monticola är en tvåvingeart som beskrevs av Axel Leonard Melander 1913. Sapromyza monticola ingår i släktet Sapromyza och familjen lövflugor. Inga underarter finns listade i Catalogue of Life.